# 下大島町 (前橋市)
下大島町（しもおおしままち）は、群馬県前橋市の地名。郵便番号は379-2152。2013年現在の面積は1.24km2。大島梨の生産で知られる。

## 地理
前橋市の南部、広瀬川流域に位置しており、JR両毛線と駒形バイパス、広瀬川が平行して走っている。

### 河川
- 広瀬川

### 隣接地区
北は天川大島町、上大島町、下長磯町に、東は小屋原町に、南は山王町、駒形町に、西は広瀬町に接している。

## 歴史
江戸時代頃からある地名であり、前橋藩領だった。もとは上大島村・天川大島村と一村で「大島村」と称されたと考えられている。

### 年表
- 戦国時代 - 「大胡庄之内･･･大嶋村」の名が山内上杉氏所領として「上州之内　持分之事」（「彦部文書」）に見える[5]。
- 天正18年（1590年） - 平岩親吉が前橋城主となり、以後下大島は江戸時代を通じて前橋藩領だった[6]。

- 元禄15年（1702年） - 元禄郷帳に上大嶋村、下大嶋村と天川大嶋村が別に記述されている。寛文8年（1668年）の「上野国郷帳」では大嶋村として記述されるため、この間に分村されたとみられる[7]。

- 明治22年（1889年）4月1日 - 町村制施行により、下大島村は駒形新田、天川大島村、上大島村、女屋村、上長磯村、東上野村、野中村、下長磯村、小屋原村、笂井村、上増田村、下増田村と合併し南勢多郡木瀬村が成立する。
- 明治29年（1896年）4月1日 - 南勢多郡と東群馬郡が統合し勢多郡となる。
- 昭和32年（1957年）1月20日 - 勢多郡木瀬村、荒砥村が合併し城南村が成立する。
- 昭和42年（1967年）5月1日 - 城南村が前橋市へ編入される。そのため前橋市下大島町となる。
- 昭和54年（1979年）9月25日 - 町内のメッキ工場からシアン化合物を含む溶液約1000リットルが韮川へ流出。下流の利根川本流の水量が多かったため被害は無し[8]。
- 昭和55年（1980年） - 一部が山王町1-2丁目となる。

- 平成20年（2008年）1月1日 - 城南地区から永明地区へ移管される[9]。

### 地名の由来
昔この辺りを利根川が流れていた頃、島だった場所であるからとされる。

## 世帯数と人口
2017年（平成29年）8月31日現在の世帯数と人口は以下の通りである。
| 町丁     | 世帯数    | 人口    |
| -------- | --------- | ------- |
| 下大島町 | 1,333世帯 | 3,117人 |

## 小・中学校の学区
市立小・中学校に通う場合、学区は以下の通りとなる。
| 番地 | 小学校             | 中学校             |
| ---- | ------------------ | ------------------ |
| 一部 | 前橋市立山王小学校 | 前橋市立木瀬中学校 |
| 一部 | 前橋市立永明小学校 | 前橋市立木瀬中学校 |
| 一部 | 前橋市立駒形小学校 | 前橋市立木瀬中学校 |

## 交通

### 鉄道
鉄道駅はない。

### 道路
国道は通っていない。県道は群馬県道2号前橋館林線駒形バイパスが通っている。

## 施設
医療機関
- 上毛病院（精神科・神経科・心療内科・外科・内科・消化器科・小児科）
- 下大島医院（内科・呼吸器科）
- 村上皮フ科医院（皮膚科）
- 池医院

各種団体
- 群馬県学童保育連絡協議会
- 群馬県計量協会
- 群馬県トラック事業協同組合

寺院
- 来迎寺 - 天台宗、雲林山延明院来迎寺[13]。

## 出身者
- 関口安太郎 - 県会議員、衆議院議員。